# Jürgen Gehb

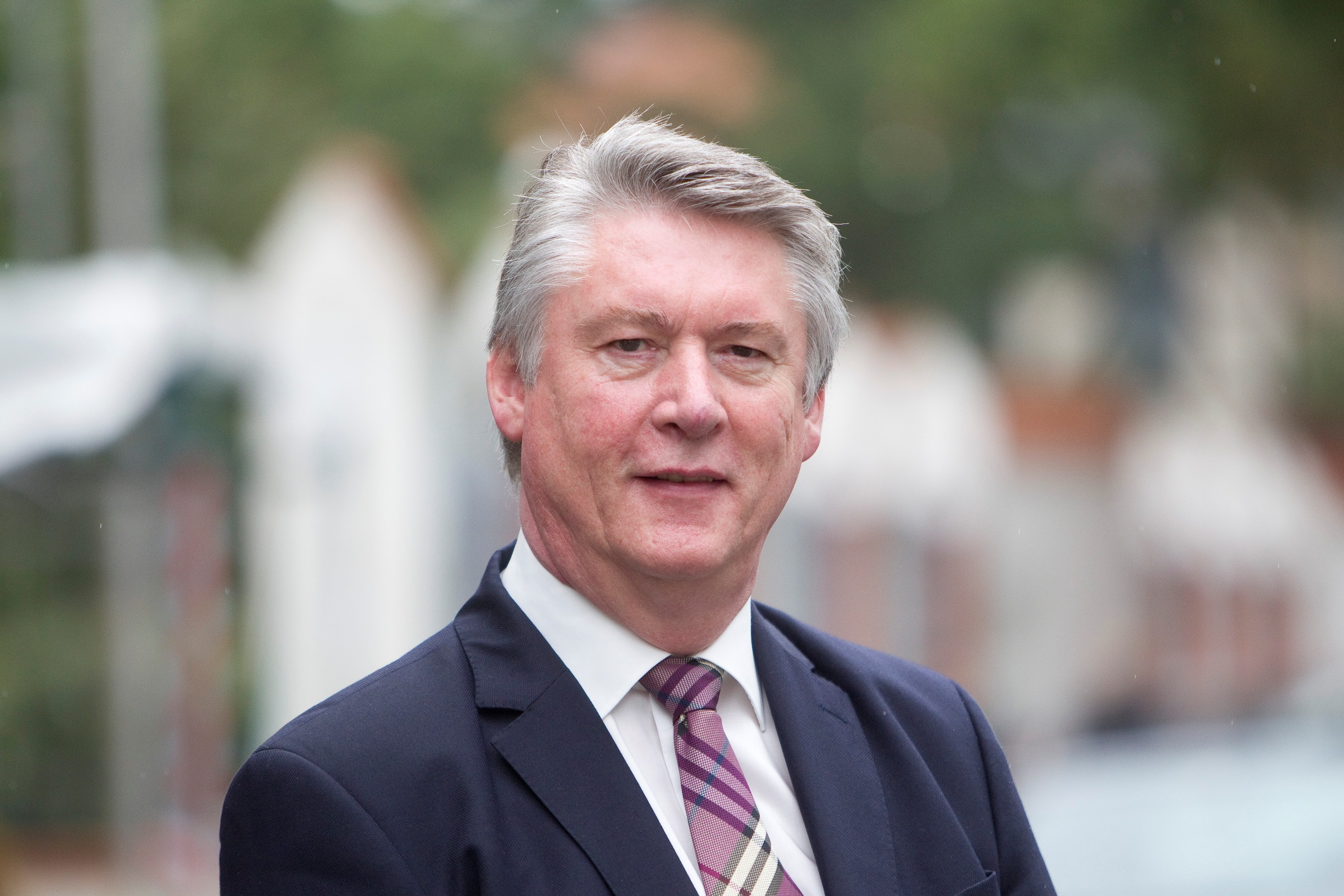
Jürgen Gehb im Jahr 2011

Jürgen Gehb (* 9. August 1952 in Heringen (Werra)) ist ein deutscher Politiker (CDU).
Er war von 1998 bis 2009 Mitglied des Deutschen Bundestages und von 2005 bis 2009 rechtspolitischer Sprecher der CDU/CSU-Bundestagsfraktion. Vom 16. August 2010 bis Ende Februar 2018 war er Sprecher des Vorstandes der Bundesanstalt für Immobilienaufgaben (BImA).

## Leben und Beruf
Nach dem Abitur 1971 an der Werratal-Schule in Heringen leistete Gehb zunächst den Wehrdienst ab und absolvierte ab 1974 ein Studium der Rechtswissenschaft an der Philipps-Universität Marburg, das er 1977 mit dem Ersten juristischen Staatsexamen beendete. Nach dem anschließenden Rechtsreferendariat legte er 1980 das Zweite juristische Staatsexamen ab. 
Anschließend war er als wissenschaftlicher Mitarbeiter am Institut für Verfahrensrecht an der Universität Marburg tätig. 1981 wurde er zum Richter auf Probe am Verwaltungsgericht Kassel und 1983 zum Richter am Verwaltungsgericht ernannt. Von 1983 bis 1986 war Gehb als wissenschaftlicher Mitarbeiter an den Staatsgerichtshof des Landes Hessen abgeordnet. 1986 promovierte er zum an der Universität Göttingen mit der Arbeit Verfassung, Zuständigkeiten und Verfahren des Hessischen Staatsgerichtshofs. 1988 wurde Gehb zum Richter am Hessischen Verwaltungsgerichtshof ernannt. Seit 1997 ist er selbständiger Rechtsanwalt. Mit Wirkung vom 16. August 2010 ernannte der Bundespräsident Gehb zum Sprecher des Vorstands der Bundesanstalt für Immobilienaufgaben. 
Jürgen Gehb ist verheiratet und hat zwei Kinder. Er ist Mitglied des Rotary Clubs und war zu seiner Studienzeit Tischtennisspieler, u. a. beim ESV Jahn Kassel, bei dem er mithilfe eines dort engagierten Richters zu seiner Referendariatsstelle kam.

## Ehrenämter
2011 wurde Gehb Mitglied des Aufsichtsrates der DSK Deutschen Stadt- und Grundstücksentwicklungsgesellschaft mbH & Co. KG. Mittlerweile ist er Vorsitzender des Aufsichtsrats. Ferner ist er Mitglied des Präsidiums des ZIA, eines Spitzenverbandes der deutschen Immobilienwirtschaft.

## Partei
Gehb wurde 1987 Mitglied der CDU. Von 1994 bis 2006 war er Vorsitzender des CDU-Kreisverbandes Kassel-Stadt; seit 1996 ist er stellvertretender Vorsitzender des CDU-Bezirksverbandes Kurhessen-Waldeck.

## Öffentliche Ämter
Von 1993 bis 1997 war Gehb Bürgermeister der Stadt Kassel mit der Zuständigkeit für die Bereiche Abfallwirtschaft, Umweltschutz, Verkehrswesen, Rechts- und Ordnungswesen, Brandschutzwesen, Sport sowie Lebensmittelüberwachung.

## Abgeordneter
Seit 1998 war Gehb Mitglied des Deutschen Bundestages. Hier war er seit dem 25. Januar 2005 Vorsitzender der Arbeitsgruppe Recht und damit auch rechtspolitischer Sprecher der CDU/CSU-Bundestagsfraktion.
Jürgen Gehb war stets über die Landesliste Hessen in den Bundestag eingezogen. Bei der Bundestagswahl am 27. September 2009 gelang es ihm nicht, als Abgeordneter für den 17. Bundestag gewählt zu werden. Nach dem Verzicht von Holger Haibach im März 2011 auf sein Mandat hätte er als Nachrücker wieder in den Bundestag einziehen können, lehnte dies jedoch mit Verweis auf sein Amt bei der Bundesanstalt für Immobilienaufgaben ab.